# AnNa R.

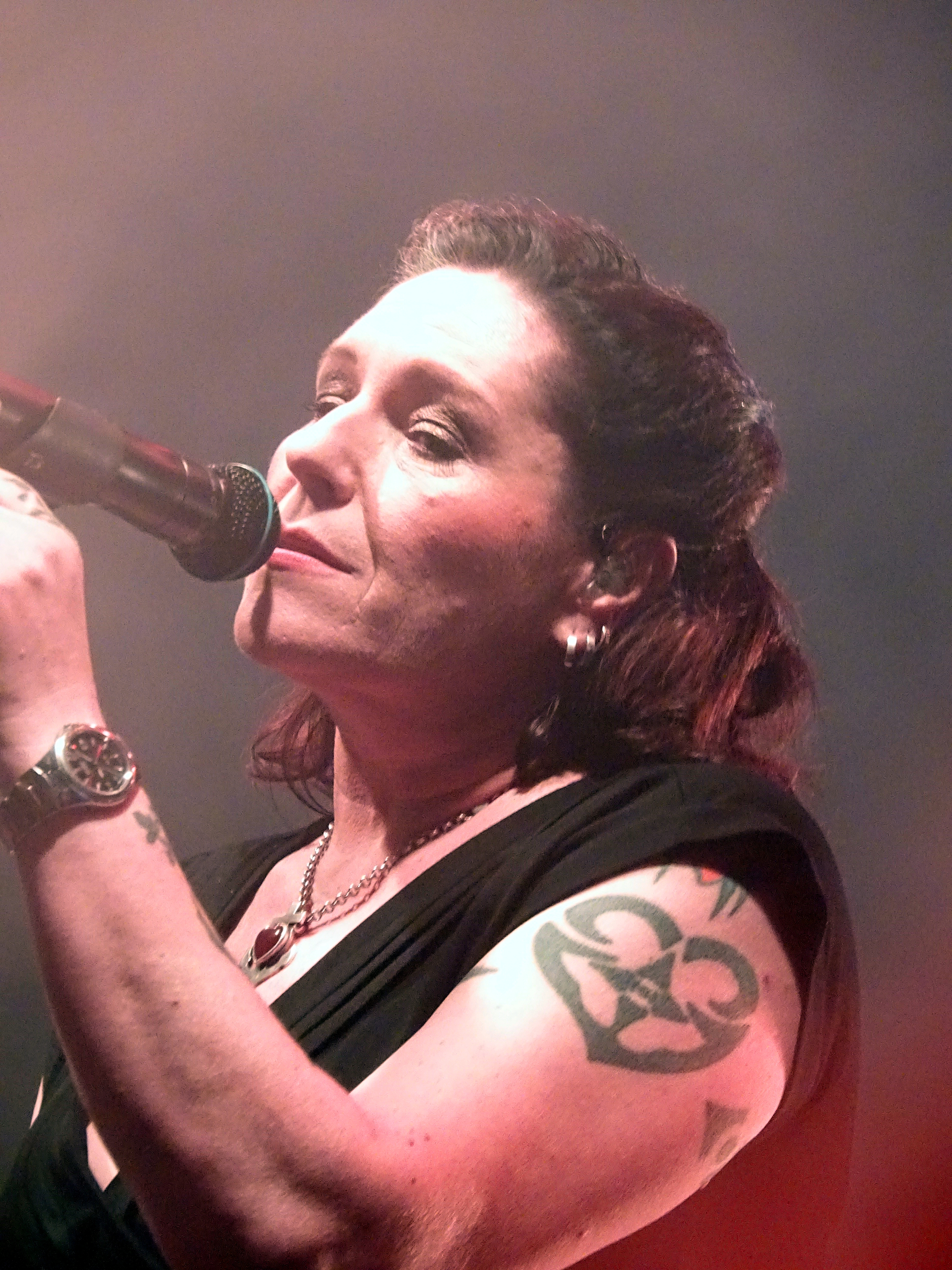
AnNa R. tijdens een concert in Dresden.

AnNa R., Andrea Neuenhofen-Rosenbaum (Oost-Berlijn, 25 december 1969 – Berlijn, maart 2025), was een Duits zangeres en songwriter. Ze werd bekend als lid van het duo Rosenstolz.

## Biografie
AnNa R. werd geboren in de wijk Berlin-Friedrichshain en groeide op in Oost-Berlijn. Ten tijde van de DDR probeerde ze een loopbaan te beginnen in de muziek, maar ze kwam door haar kritische teksten steeds weer in de problemen. Bij het toelatingsexamen aan de Musikschule Friedrichshain - waar ze optrad met een song van Whitney Houston - zakte ze. Vervolgens volgde ze een opleiding als chemisch laborante en probeerde ze het naast haar beroep ook als ongeschoolde muziekhandelaar. Ze volgde echter wel nog muziekonderwijs.
Na de Duitse hereniging formeerde ze met Peter Plate de groep Rosenstolz, waarvan ze tot 2012 zangeres was. Naast haar werk voor Rosenstolz was ze ook actief voor andere cultuurprojecten. In 1998 schreef ze mee aan de officiële Rosenstolz-biografie Lieb mich, wenn du kannst, nimm mich, nimm mich ganz. Ze las onder andere in de Münchner Langen Nacht der Bücher in 2002 teksten van Oscar Wilde. In 2005 was ze gastzangeres bij de Duitse band Silly. In september 2012 maakte Rosenstolz bekend dat de band uit elkaar ging en in het voorjaar van 2013 begon AnNa R. als zangeres bij haar nieuwe band Gleis 8.

## Privéleven
In 2002 trouwde ze met MTV-senior producent en regisseur Nilo Neuenhofen, die al vele jaren haar partner was en ook in veel video's van Rosenstolz de regie had (o.a. in Ich will mich verlieben). AnNa R overleed onverwachts op 55-jarige leeftijd. Ze werd dood aangetroffen in haar woning op zondag 16 maart 2025.

## Discografie

### Studioalbums
- 2023: König:in

### Singles
- 2022: Ich tanz allein (met Peter Plate en Ulf Leo Sommer)
- 2022: Hinterm Mond
- 2023: Die Astronautin
- 2023: Chaos & Symmetrie
- 2023: Augen zu (met Henning Wehland)

## Onderscheidingen
2011: Verdienstorden der Bundesrepublik Deutschland voor haar inspanningen in het gevecht tegen aids.

## Luisterboeken
- 2001: Die Nachtigall und die Rose
- 2002: Was denkst Du

- Gemeinsame Normdatei: 1018217800
- International Standard Name Identifier: 0000 0001 3340 9783
- MusicBrainz: 83aee851-4b64-49bc-a9ef-5bc3f3049e72
- Virtual International Authority File: 32914860
- WorldCat: E39PBJmDkwb6kVkjXBDPQYk7HC